# Carl-Eric Björkegren
Carl-Eric Björkegren, né en 1920 à Eslöv, est un homme d'affaires suédois. Au terme d'une carrière brillante chez Sandvik, où il devient vice-directeur général, il prend sa retraite en 1981. C'est le début d'une seconde carrière : en quelques années, il amasse une fortune considérable en investissant dans l'immobilier. Il devient l'un des hommes les plus riches de Suède, et est connu pour son train de vie spectaculaire : Rolls-Royce, demeure somptueuse et collection d'art. Mais lorsque la bulle immobilière éclate à la fin des années 1980, il est rapidement ruiné, et contraint à se déclarer en faillite personnelle en 1991. Ses dettes sont alors évaluées à 1,3 milliard de couronnes.
Le 2 juin 1994, Björkegren disparait sans laisser de trace. Les spéculations vont alors bon train, on imagine qu'il a voulu fuir ses créanciers, et on le voit à la Grenade, à Oman, au Paraguay... Mais les années défilent, et petit à petit, l'hypothèse de la fuite volontaire fait place à celle du crime crapuleux. En novembre 2005, la justice suédoise tranche : Carl-Eric Björkegren est déclaré décédé, et la disparition est requalifiée en meurtre.

## Carrière chez Sandvik
Dans les années 1960 et 1970, Carl-Eric Björkegren mène une carrière brillante au sein de l'entreprise sidérurgique Sandvik. Il est le bras droit de Vilhelm Haglund lorsque celui-ci décide de moderniser l'entreprise, en mettant en place une politique de rationalisation des coûts. Plus tard, lorsque Hugo Stenbeck prend la tête de Sandvik, Björkegren devient son confident. La réussite de Stenbeck, ancien avocat ayant fait fortune dans les affaires, incite Björkegren à s'intéresser à la finance, et va l'influencer pour la suite de sa carrière.
Björkegren devient vice-directeur général de Sandvik avant de prendre sa retraite en 1981.

## Les années 1980
Les années 1980 sont marquées en Suède par une forte croissance économique, la dévaluation de la couronne et le dollar fort favorisant en particulier les exportations vers les États-Unis. La bourse de Stockholm s'envole. À une époque où les banques sont particulièrement contrôlées, et doivent suivre un grand nombre de règles avant d'accorder un prêt, des sociétés financières apparaissent qui, n'étant pas soumises aux mêmes restrictions, sont libres de prêter pour des projets plus risqués, et à des taux plus élevés. L'une de ces sociétés est Nyckeln, et Carl-Eric Björkegren est l'un des hommes d'affaires qui vont le plus profiter des largesses de Nyckeln.
Björkegren se spécialise dans la spéculation immobilière : il achète à crédit, et à prix élevé, des immeubles qu'il revend après seulement quelques mois, à un prix encore plus élevé, profitant de la hausse continue de l'immobilier. Il enchaine ainsi les plus-values, et amasse rapidement une fortune considérable. En 1988, on évalue sa fortune à 2,5 milliards de couronnes. 
Amateur d'art – il a dès les années 1970 fait l'acquisition de peintures d'August Strindberg à des prix encore raisonnables – Björkegren devient connu du grand public pour sa collection d'œuvres d'art, l'une des plus vastes de Suède. Les tableaux seuls sont évalués entre 200 et 300 millions de couronnes. Il s'installe à Stockholm, tout d'abord rue Strandvägen, puis fait l'acquisition du palais Wenner-Gren, une magnifique demeure de 2 300 m2 et 30 pièces, située dans le quartier de Diplomatstaden. Pour la pendaison de crémaillère, il organise une fête somptueuse, à laquelle se presse le Stockholm de la  finance. C'est l'occasion pour beaucoup d'admirer les œuvres de Monet, Matisse, Picasso ou Chagall qui recouvrent les murs.

## La chute
L'empire Björkegren, bâti sur une hausse vertigineuse des prix de l'immobilier, s'effondre lorsque le marché se retourne à la fin des années 1980. Björkegren n'est pas le seul à souffrir : plusieurs des clients de Nyckeln sont incapables de rembourser leurs emprunts, ce qui rend la société rapidement insolvable. Ne pouvant rembourser ses propres emprunts, Nyckeln entraine dans sa chute plusieurs grandes banques suédoises, et l'État suédois est contraint de renflouer ou nationaliser plusieurs établissements bancaires.
Selon l'avocat Peter Näslund, qui est chargé de la liquidation de Björkegren, il aura suffi de deux affaires ratées pour provoquer la ruine du milliardaire. L'une d'elles est l'achat d'un complexe hôtelier à Madrid. Lorsqu'il en fait l'acquisition au printemps 1990 pour 350 millions de couronnes, Björkegren emprunte cette somme auprès de Nyckeln, dans le cadre d'un prêt sur 3 mois. Il pense en effet revendre après ce court délai, pour 425 millions de couronnes, à un homme d'affaires américain qu'il a déjà identifié. Mais avec le retournement du marché immobilier espagnol, l'acheteur se désiste. Pour rembourser son prêt initial, et les intérêts, Björkegren est alors obligé de contracter un nouveau prêt sur 3 mois, d'un montant cette fois de 390 millions de couronnes. Trois mois plus tard, la situation se répète, et les intérêts s'accumulant, le montant du prêt dépasse les 600 millions de couronnes lorsque Björkegren est déclaré insolvable en 1991.
Au total, les dettes de l'homme d'affaires sont évaluées à 1,3 milliard de couronnes. Sa retraite de Sandvik est saisie, et il doit se contenter d'un revenu de 15 000 couronnes par mois. Ses biens sont également saisis, et les tableaux sont décrochés un à un des murs du palais Wenner-Gren, puis c'est le bâtiment lui-même qui est mis en vente, ainsi que la Rolls-Royce. Une vente aux enchères est organisée au Grand Hôtel à Stockholm, où se presse une foule compacte. Björkegren peut toutefois conserver ses vins – plusieurs milliers de bouteilles, évaluées entre un et deux millions de couronnes. La centrale des vins et spiritueux, qui détient un monopole sur les achats d'alcool en Suède, ne proposant que 5 000 couronnes pour le tout, l'avocat Peter Näslund décide qu'il en coûtera moins cher de les conserver que de les conditionner pour le transport.
Au milieu de cette débâcle, Björkegren est intensément stressé, mais il reste combattif. Persuadé qu'il va rebondir, il a mille projets en tête. Un reportage diffusé au journal télévisé de la SVT fait scandale. On peut y voir l'homme d'affaires, bronzé et souriant, menant la grande vie dans sa villa de Viken en bord de mer. Son emploi du temps se compose essentiellement d'activités sportives et de repos. Il affirme être à l'abri du besoin, et pouvoir encore se permettre « presque tout ce qu'il veut ». Mais selon son entourage, ce reportage est destiné à sauver les apparences. En réalité, Björkegren est de plus en plus isolé et désœuvré. Le stress a eu raison de sa santé, il souffre du genou et a les plus grandes difficultés pour marcher. Il sombre dans la boisson.

## La disparition
Le 2 juin 1994, Carl-Eric Björkegren doit se rendre à Stockholm depuis sa villa de Viken, en compagnie de son assistant personnel, qui lui sert aussi de chauffeur. D'après les déclarations de ce dernier, Björkegren est bien présent à son domicile le matin du 2 juin, et ce jusqu'à 11 h 30. L'assistant doit alors s'absenter pour raisons personnelles, et à son retour à 13 h 00, Björkegren a disparu. Une plainte est déposée par la famille de l'homme d'affaires le 16 juin 1994.

## L'hypothèse d'une fuite
Après la disparition de Carl-Eric Björkegren, les médias évoquent immédiatement l'hypothèse d'une fuite volontaire. L'homme d'affaires se cacherait chez l'un de ses riches amis, pour se ressourcer, avant un futur retour. Ou bien il vivrait à l'étranger sous une fausse identité. On parle de comptes en Suisse, qui lui permettraient de mener la belle vie, à l'abri de ses créanciers. On le voit en Espagne, en Norvège, en Allemagne, au Portugal, à la Grenade ou au Brésil, voire au grand magasin NK à Stockholm. La police suédoise reçoit des dizaines de témoignages, qu'elle s'emploie à vérifier. En vain. Dans la presse, la disparition de Björkegren devient un feuilleton, qui tient le lecteur en haleine.
Parmi les témoignages les plus crédibles, figure la piste d'Oman, publiée par le quotidien économique Dagens Industri. Un homme d'affaires suédois y affirme avoir vu Björkegren, et a pu prendre une photographie. La ressemblance est troublante, mais certains détails permettent aux proches de Björkegren d'affirmer que l'homme sur la photographie n'est pas l'homme d'affaires disparu.
En 1998, sur la base d'un témoignage jugé solide, le quotidien Svenska Dagbladet envoie deux journalistes d'investigation à Asuncion au Paraguay. Björkegren y séjournerait dans une villa appartenant au frère de la meneuse de revue suédoise Git Gay. Les deux reporters passent dix jours sur place, et pensent longtemps avoir percé le mystère Björkegren, mais reviennent finalement bredouille. 

## L'hypothèse d'un meurtre
La famille et les amis de Carl-Eric Björkegren n'ont jamais cru à une disparition volontaire de l'homme d'affaires. Et en 1998, après quatre années de recherches infructueuses, la police suédoise n'y croit plus non plus. Il apparait impensable que cet homme, particulièrement extroverti et toujours très entouré, ait pu couper tout contact avec son entourage du jour au lendemain. Les enquêteurs ont bien retrouvé la trace, comme le voulait la rumeur, de comptes en Suisse, ainsi qu'au Royaume-Uni et aux États-Unis, mais aucun mouvement n'a été enregistré sur ces comptes depuis la disparition de l'homme d'affaires. A contrario, force est de reconnaitre que Björkegren, âgé de 74 ans, souffrant du genou, vivant seul et buvant plus que de raison, constituait une cible idéale pour d'éventuels malfaiteurs.
L'enquête se resserre autour de la personnalité de celui qui est la dernière personne à avoir vu Carl-Eric Björkegren, à savoir son assistant personnel. Les policiers découvrent que l'homme a été condamné par le passé pour escroquerie, qu'il a quitté la Suède peu après la disparition, et qu'il a une nouvelle fois été condamné pour escroquerie, au Danemark cette fois-ci. Selon Börje Sjöholm, directeur de la police judiciaire du comté de Scanie, le témoignage de l'assistant personnel, qui affirme que Björkegren a disparu le 2 juin entre 11 h 30 et 13 h 00, est vraisemblablement faux. Il est plus probable que « quelque chose » s'est produit la veille ou pendant la nuit. Les policiers ne disposent toutefois pas de suffisamment d'éléments matériels, et l'assistant personnel n'est jamais mis en examen.
À la demande de sa famille, Carl-Eric Björkegren est déclaré décédé en novembre 2005 par le tribunal de Stockholm. Ses dettes s'élèvent alors à 1,759 milliard de couronnes.